# Nicolás López (futbolista)
Nicolás López (Villa La Florida, Quilmes, provincia de Buenos Aires, Argentina; 18 de marzo de 1994) es un futbolista argentino. Juega de centrocampista y su equipo actual es CA Ituzaingó de la Primera B.

## Trayectoria
Se desempeña como volante ofensivo, y es surgido de las divisiones menores de Quilmes. En busca de consolidarse en Primera, más allá de haber tenido algunos minutos en el Torneo de Transición 2014, llega a Douglas Haig de la mano de Pablo Quatrocchi, en busca de desplegar su mejor fútbol y llevar al club a consolidarse en la Primera B Nacional.

## Clubes
| Club         | País      | Año           | PJ | Goles |
| ------------ | --------- | ------------- | -- | ----- |
| Quilmes      | Argentina | 2014-2015     | 17 | 1     |
| Douglas Haig | Argentina | 2016-2017     | 20 | 2     |
| CA Ituzaingó | Argentina | 2017-presente |    |       |